# STS-6
La STS-6 è una missione spaziale del Programma Space Shuttle.
Fu la sesta missione spaziale dello Space Shuttle e la prima effettuata dalla navetta Challenger. La missione partì dal Kennedy Space Center presso la rampa di lancio 39-A, e atterrò all base aerea di Edwards.

## Equipaggio
- Paul J. Weitz (2) - Comandante
- Karol J. Bobko (1) - Pilota
- Donald H. Peterson (1) - Specialista di missione
- F. Story Musgrave (1) - Specialista di missione

Tra parentesi il numero di voli spaziali completati da ogni membro dell'equipaggio, inclusa questa missione.

## Parametri della missione
- Massa:
  - Navetta al lancio: 116.457 kg
  - Navetta al rientro: 86.330 kg
  - Carico utile: 21.305 kg
- Perigeo: 288 km
- Apogeo: 295 km
- Inclinazione orbitale: 28.5°
- Periodo: 1 ora, 30 minuti, 24 secondi

### Passeggiate spaziali
- Musgrave e Peterson  - EVA 1
- Inizio EVA 1: 7 aprile 1983, 21:05 UTC
- Fine EVA 1: aprile 8, 01:15 UTC
- Durata: 4 ore, 10 minuti